# Brigadas de Ezzeldin Al-Qassam
Las Brigadas de Ezzeldin Al-Qassam (en árabe: كتائب الشهيد عز الدين القسام‎, romanizado: Katāʾib al-shahīd ʿIzz al-Dīn al-Qassām) son el brazo armado de la organización islamista palestina, Hamás. Su último líder conocido es Mohamed Deif. Son el grupo militante más grande y mejor equipado que opera en la Franja de Gaza en la actualidad.

## Historia
Las Brigadas fueron creadas en 1992 bajo la dirección de Yahya Ayyash con el objetivo de crear una estructura militar que ayudase a lograr los objetivos de la organización islamista, y evitar la consecución de los Acuerdos de Oslo. Hasta 2004 llevaron a cabo numerosos atentados suicidas en territorio israelí, causando centenares de muertos, la mayoría de ellos civiles. Posteriormente modificaron su estrategia de ataques, abandonando los atentados suicidas por el lanzamiento de cohetes Qassam y de piezas de mortero desde la Franja de Gaza contra el sur de Israel, que han causado hasta el momento decenas de muertos y daños de diferente consideración en ciudades israelíes como Ascalón, Netivot y Asdod. También han continuado sus ataques contra las Fuerzas de Defensa de Israel, capturando a uno de sus miembros en 2006. Tras el inicio de la ofensiva israelí sobre Gaza de 2008-2009, las Brigadas comenzaron a utilizar cohetes Grad y Katyusha, de mayor alcance y poder destructivo que los Qassam.
Desde el inicio de la Segunda Intifada, las Brigadas de Ezzeldin Al-Qassam se han convertido en uno de los principales objetivos de Israel, que ha eliminado a centenares de sus miembros mediante asesinatos selectivos y otras operaciones en territorio palestino, incluyendo a varios de sus líderes. Estas han sido catalogadas como organización terrorista por la Unión Europea, Estados Unidos, Australia, Canadá, Nueva Zelanda, y el Reino Unido. El 31 de enero de 2015, el Tribunal de Cuestiones Urgentes de El Cairo declaró a la organización ilegal en Egipto por tratarse de una organización terrorista.
Las Brigadas Ezzedin Al-Qasam son el brazo armado del grupo islamista Hamás. Fueron creadas en 1991 con el objetivo de luchar contra Israel. Estas brigadas son responsables de llevar a cabo operaciones militares y ataques contra objetivos israelíes. Su nombre proviene del líder palestino Izz ad-Din al-Qassam, quien fue un destacado líder en la resistencia contra el dominio británico en Palestina en la década de 1930. 
En 1991, el grupo Majd y los Muyahidín al-Filastinum se incorporaron al ala militar de Hamás con el nombre de brigadas de Ezzeldin Al-Qassam.
Sus objetivos siempre han sido aumentar su capacidad militar para defenderse de los ataques israelíes y atacar realizar ataques dentro de Israel.
Las brigadas de Ezzeldin Al-Qassam recibieron entrenamiento en Gaza y en el Líbano por Hezbollá, con la asistencia de Irán y Siria. Están compuestas por artillería y fuerzas terrestres.
Algunos altos jerarcas están en Gaza, escondidos, y otros en Damasco. Las decisiones de los ataques se toman en los más altos niveles de mando.
Las brigadas de Ezzeldin Al-Qassam están organizadas en seis brigadas de Ezzeldin Al-Qassam regionales, Unidades de Élite, Unidades Aéreas, Unidades Navales, Unidades Especializadas en Armamento de Larga Trayectoria, Unidades de Defensa Aérea y Unidades de Contrabando, divididas a su vez en seis batallones compuestos por veintisiete batallones regionales, divididos a su vez en pelotones.
Las brigadas de Ezzeldin Al-Qassam controlan el sistema de cohetes y misiles que usan para atacar Israel. Además, construyeron una compleja red de túneles que conducen al territorio israelí, para enviar combatientes y militantes suicidas, para llevar armas, para posicionar francotiradores y para secuestrar soldados israelíes bajo tierra, con casas con trampas explosivas y minas. La artillería lanzamisiles hacia el sur de Israel.
Las materias primas de uso industrial que entran de contrabando a través de esos túneles son incautadas por las autoridades de la Franja de Gaza para desarrollar tecnología militar para atacar Israel.
Es la única milicia palestina que se niega a dialogar con Israel.
La primera célula fue fundada en 1991 por Zaccaria Walid Akel, jefe del ala militar de Hamás en Gaza.
Su mayor aliado y suministrador es Irán.
Gracias a la fabricación de cohetes de Irán para Hamás, las brigadas de Ezzeldin Al-Qassam lograron modernizar su arsenal de cohetes.
Gracias a esos suministros por parte de Irán, las brigadas de Ezzeldin Al-Qassam cuentan con misiles lo suficientemente potentes como para alcanzar cualquier punto del territorio israelí.
Las brigadas de Ezzeldin Al-Qassam se opusieron a los Acuerdos de Oslo y se han proclamado responsables de múltiples atentados contra ciudadanos israelíes civiles, incluyendo mujeres y niños.
- 1993: el 16 de abril cometieron un atentado con bomba en el cruce Mehola.[26]
- 1994: el 6 de abril sucedió el atentado suicida en un autobús en Afula.[27] El 13 de abril un atentado suicida en la estación central de Hadera.[28] El 19 de octubre un atentado suicida en el autobús N.º 5 en Tel Aviv.[29][30]  El 11 de noviembre un atentado en el cruce de Netzarim.[31][32] El 9 de abril un atentado con bomba en un autobús de la empresa de transporte israelí Egged Israel Sociedad Cooperativa de Transporte Limitada.[33]
- 1995: el 24 de julio un atentado con bomba en autobús en Ramat Gan.[34] El 21 de agosto un atentado con bomba en autobús en Jerusalén.[35]
- 1996: el 25 de febrero un atentado con bomba en la central de autobuses de Ascalón, un primer atentado suicida en el autobús N.º 18 en Jerusalén el 25 de febrero y del segundo atentado suicida en autobús N.º 18 en Jerusalén el 3 de marzo.[36] El 25 de febrero fueron responsables del atentado con bomba en la central de autobuses de Ashkelón.[37] El 25 de febrero y el 3 de marzo del mismo año hubo dos atentados suicidas en la línea 18 de autobuses de Jerusalén.[38] El 4 de marzo llevaron a cabo el atentado suicida en el Centro comercial Dizengoff en Tel Aviv.[39]

- 1997: el 21 de marzo de 1997 llevaron adelante el atentado en el Café Appropo en Tel Aviv.[40] El 30 de julio de cometieron el atentado en el Mercado Central de Jerusalén, Mahane Yehuda.[41] El 4 de septiembre, llevaron a cabo un ataque con bomba en la calle Ben Yehuda de Jerusalén.[42]

- 1999: el 5 de septiembre de 1999 realizaron dos atentados, colocaron una bomba en un autobús de la empresa Egged, en la ciudad de Tiberíades,[43] y varias bombas en la estación central de autobuses de Haifa.[44]

- 2000: el 22 de diciembre cometieron un atentado con bomba en el Cruce Mechula. El 10 de abril de 2002, realizaron otro atentado suicida contra el autobús Egged n.º 960, que iba de Haifa a Jerusalén, y que explotó cerca del kibutz Yagur, al este de Haifa.[45]

- 2002: el 18 de junio, las brigadas de Ezzeldin Al-Qassam se atribuyeron la responsabilidad del ataque con bombas a un autobús en Jerusalén. Identificaron al atacante como Mohammed al-Ghoul, de 22 años, del campo de refugiados de Al Faraa.[46] En noviembre, las brigadas de Ezzeldin Al-Qassam se atribuyeron la responsabilidad del quinto de una serie de diez ataques de venganza prometidos por el asesinato del líder de su ala militar, Salah Shehada. [47]

- 2003: cometieron diez atentados suicidas contra autobuses y centros comerciales.[16]
- 2005: las Fuerzas de Seguridad Israelíes frustraron  29 hombre atentados con bombas suicidas y las brigadas fueron exitosas en dos atentados. A partir de 2005, cuando Israel se retiró de Gaza, Hamás ganó las elecciones de 2006 y tomó el poder y se firmó un alto el fuego entre Israel y Hamás en 2008, la capacidad militar de Hamás creció exponencialmente.[17]
- 2008: el 4 de febrero hubo un atentado terrorista perpetrado por un suicida en un centro comercial de Dimona.[48] El 14 de mayo, un cohete Grad de fabricación iraní lanzado desde la Franja de Gaza, alcanzó un concurrido centro comercial del centro de Ashkelon.[49]
- 2017: el alto mando Mahmoud Mardawi, aseguró “la organización no dejará de buscar aliados para poder abastecer sus necesidades armamentísticas”.[20]
- 2023: las brigadas de Ezzeldin Al-Qassam fueron las responsables de la masacre en el festival de música de Reim y del secuestro de unos 212 civiles de 22 nacionalidades diferentes,  entre ellos 30 niños y 20 ancianos.[50][51][52]

## Armamento

### Armas de fuego
| Nombre                   | Imagen   | Origen         | Fabricante                      | Munición             |
| Subfusil                 | Subfusil | Subfusil       | Subfusil                        | Subfusil             |
| ------------------------ | -------- | -------------- | ------------------------------- | -------------------- |
| Subfusil Carlo           |          | Palestina      | Hamás                           | 9 × 19 mm Parabellum |
| Fusiles de asalto        |          |                |                                 |                      |
| FN F2000                 |          | Bélgica        | FN Herstal                      | 5,56 × 45 mm OTAN    |
| Fusil M16                |          | Estados Unidos | Colt's Manufacturing Company    | 5,56 × 45 mm OTAN    |
| AK-47                    |          | Rusia          | Corporación Kalashnikov         | 7,62 × 39 mm         |
| AKM                      |          | Rusia          | Corporación Kalashnikov         | 7,62 × 39 mm         |
| AK-103                   |          | Rusia          | Corporación Kalashnikov         | 7,62 × 39 mm         |
| Tipo 56                  |          | China          | Norinco                         | 7,62 × 39 mm         |
| Fusil de francotirador   |          |                |                                 |                      |
| SVD Dragunov             |          | Rusia          | Corporación Kalashnikov         | 7,62 × 54 mm R       |
| Fusil antimaterial       |          |                |                                 |                      |
| AM-50 Sayyad             |          | Irán           | Defense Industries Organization | 12,7 × 99 mm OTAN    |
| Ametralladoras           |          |                |                                 |                      |
| Ametralladora PK         |          | Rusia          | Planta Degtiariov               | 7,62 × 54 mm R       |
| DShK                     |          | Rusia          | Planta de armas de Tula         | 12,7 × 108 mm        |
| Ametralladora pesada KPV |          | Rusia          | Planta Degtiariov               | 14,5 × 114 mm        |

### Cohetes
| Nombre                | Imagen                | Origen                | Fabricante                      |
| Artillería de cohetes | Artillería de cohetes | Artillería de cohetes | Artillería de cohetes           |
| --------------------- | --------------------- | --------------------- | ------------------------------- |
| Qassam                |                       | Palestina             | Hamás                           |
| BM-21 Grad            |                       | Rusia                 | NPO Splav                       |
| Katiusha              |                       | Rusia                 | Planta Comintern de Vorónezh    |
| Fajr-3                |                       | Irán                  | Defense Industries Organization |
| Fajr-5                |                       | Irán                  | Defense Industries Organization |

### Granadas propulsadas por cohete
| Nombre                          | Imagen                          | Origen                          | Fabricante                      |
| Granadas propulsadas por cohete | Granadas propulsadas por cohete | Granadas propulsadas por cohete | Granadas propulsadas por cohete |
| ------------------------------- | ------------------------------- | ------------------------------- | ------------------------------- |
| RPG al-Yasin                    |                                 | Palestina                       | Hamás                           |
| RPG-7                           |                                 | Rusia                           | Bazalt                          |
| RPG-18                          |                                 | Rusia                           | Bazalt                          |
| RPG-29                          |                                 | Rusia                           | Bazalt                          |

### Misiles antitanque
| Nombre             | Fotografía         | Origen             | Sistema de guiado  | Fabricante         |
| Misiles antitanque | Misiles antitanque | Misiles antitanque | Misiles antitanque | Misiles antitanque |
| ------------------ | ------------------ | ------------------ | ------------------ | ------------------ |
| Bulsae-2           |                    | Corea del Norte    | SACLOS             | KBP                |
| 9K11 Maliutka      |                    | Rusia              | MCLOS              | KBM                |
| 9M113 Konkurs      |                    | Rusia              | SACLOS             | KBP                |
| 9M133 Kornet       |                    | Rusia              | SACLOS             | KBP                |

### Sistema de defensa antiaérea portátil
| Nombre        | Fotografía | Origen | Tipo    | Fabricante |
| ------------- | ---------- | ------ | ------- | ---------- |
| 9K32 Strela-2 |            | Rusia  | MANPADS | KBM        |